# Hautepierre-le-Châtelet
Pour les articles homonymes, voir Châtelet.
Hautepierre-le-Châtelet est une ancienne commune française située dans le département du Doubs en région Franche-Comté, devenue, le 1er janvier 2016, une commune déléguée de la commune nouvelle des Premiers-Sapins. Les habitants sont nommés les  Hautchatelpierrois et Hautchatelpierroises.

## Géographie
Le village de Hautepierre-le-Châtelet est situé au bord du plateau du Jura sur le côté droit de la Loue qu'il domine de 400m.

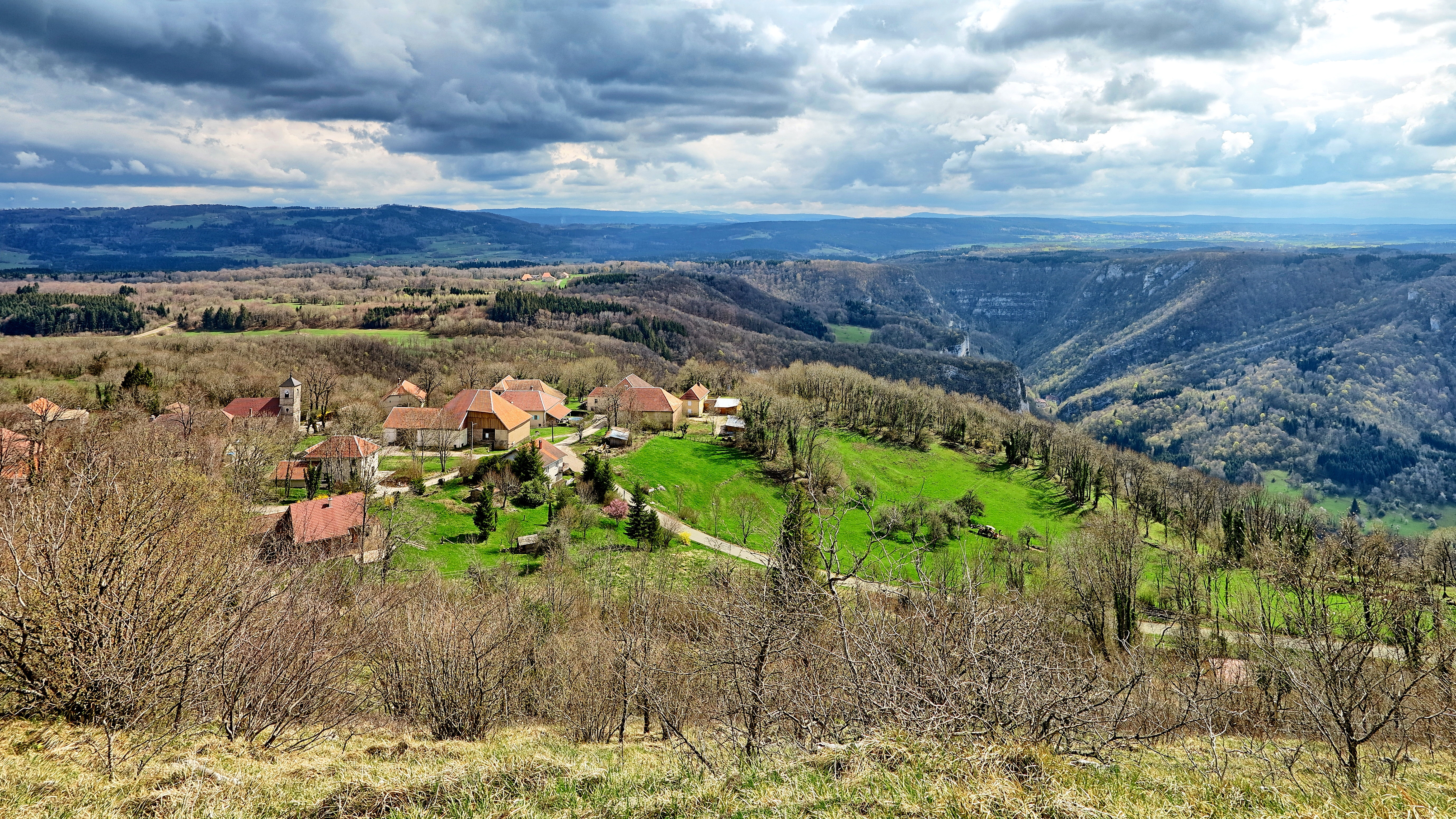
Le village au-dessus des Gorges de Nouailles vu depuis le belvédère de La Roche.

### Toponymie
Alteperre en 1275 ; Autepierre en 1291 ; Altepetra en 1382 ; Aultepierre, Chastelot  en 1384 : Hautepierre en 1801 ; Hautepierre-le-Châtelet depuis 1907.

## Politique et administration

### Liste des maires successifs
| Période                                  | Période          | Identité       | Étiquette | Qualité      |
| ---------------------------------------- | ---------------- | -------------- | --------- | ------------ |
| mars 2001                                | 31 décembre 2015 | Isabelle Nicod | DVG       | Agricultrice |
| Les données manquantes sont à compléter. |                  |                |           |              |

### Liste des maires délégués successifs
| Période                                  | Période  | Identité       | Étiquette | Qualité      |
| ---------------------------------------- | -------- | -------------- | --------- | ------------ |
| 1er janvier 2016                         | En cours | Isabelle Nicod | DVG       | Agricultrice |
| Les données manquantes sont à compléter. |          |                |           |              |

## Démographie
L'évolution du nombre d'habitants est connue à travers les recensements de la population effectués dans la commune depuis 1793. À partir du 1er janvier 2009, les populations légales des communes sont publiées annuellement dans le cadre d'un recensement qui repose désormais sur une collecte d'information annuelle, concernant successivement tous les territoires communaux au cours d'une période de cinq ans. 
Pour les communes de moins de 10 000 habitants, une enquête de recensement portant sur toute la population est réalisée tous les cinq ans, les populations légales des années intermédiaires étant quant à elles estimées par interpolation ou extrapolation. Pour la commune, le premier recensement exhaustif entrant dans le cadre du nouveau dispositif a été réalisé en 2008,.
En 2013, la commune comptait 110 habitants, en évolution de +32,53 % par rapport à 2008 (Doubs : +2,04 %, France hors Mayotte : +2,49 %).
| 1793 | 1800 | 1806 | 1821 | 1831 | 1836 | 1841 | 1846 | 1851 |
| ---- | ---- | ---- | ---- | ---- | ---- | ---- | ---- | ---- |
| 201  | 196  | 221  | 245  | 214  | 191  | 212  | 235  | 230  |

| 1856 | 1861 | 1866 | 1872 | 1876 | 1881 | 1886 | 1891 | 1896 |
| ---- | ---- | ---- | ---- | ---- | ---- | ---- | ---- | ---- |
| 218  | 200  | 215  | 186  | 188  | 133  | 123  | 135  | 129  |

| 1901 | 1906 | 1911 | 1921 | 1926 | 1931 | 1936 | 1946 | 1954 |
| ---- | ---- | ---- | ---- | ---- | ---- | ---- | ---- | ---- |
| 113  | 114  | 123  | 100  | 114  | 125  | 114  | 109  | 123  |

| 1962 | 1968 | 1975 | 1982 | 1990 | 1999 | 2008 | 2013 | - |
| ---- | ---- | ---- | ---- | ---- | ---- | ---- | ---- | - |
| 108  | 103  | 104  | 102  | 101  | 80   | 83   | 110  | - |

## Lieux et monuments
- Le belvédère de La Roche offre un panorama sur la vallée de la Loue, le village de Mouthier-Haute-Pierre et l'entrée des Gorges de Nouailles. Situé à 870m d'altitude et agrémenté d'une croix au pied de laquelle est gravé un poème d'Émile Lonchampt, il surplombe la vallée de 500m de hauteur. Il est accessible par un chemin de randonnée pentu qui part du centre du village.
- L'église Saint-Claude.

## Personnalités liées à la commune
- Émile Lonchampt, poète qui passait régulièrement ses vacances à la "ferme des roses" située dans le village et qui repose désormais dans le petit cimetière[7].

## Galerie

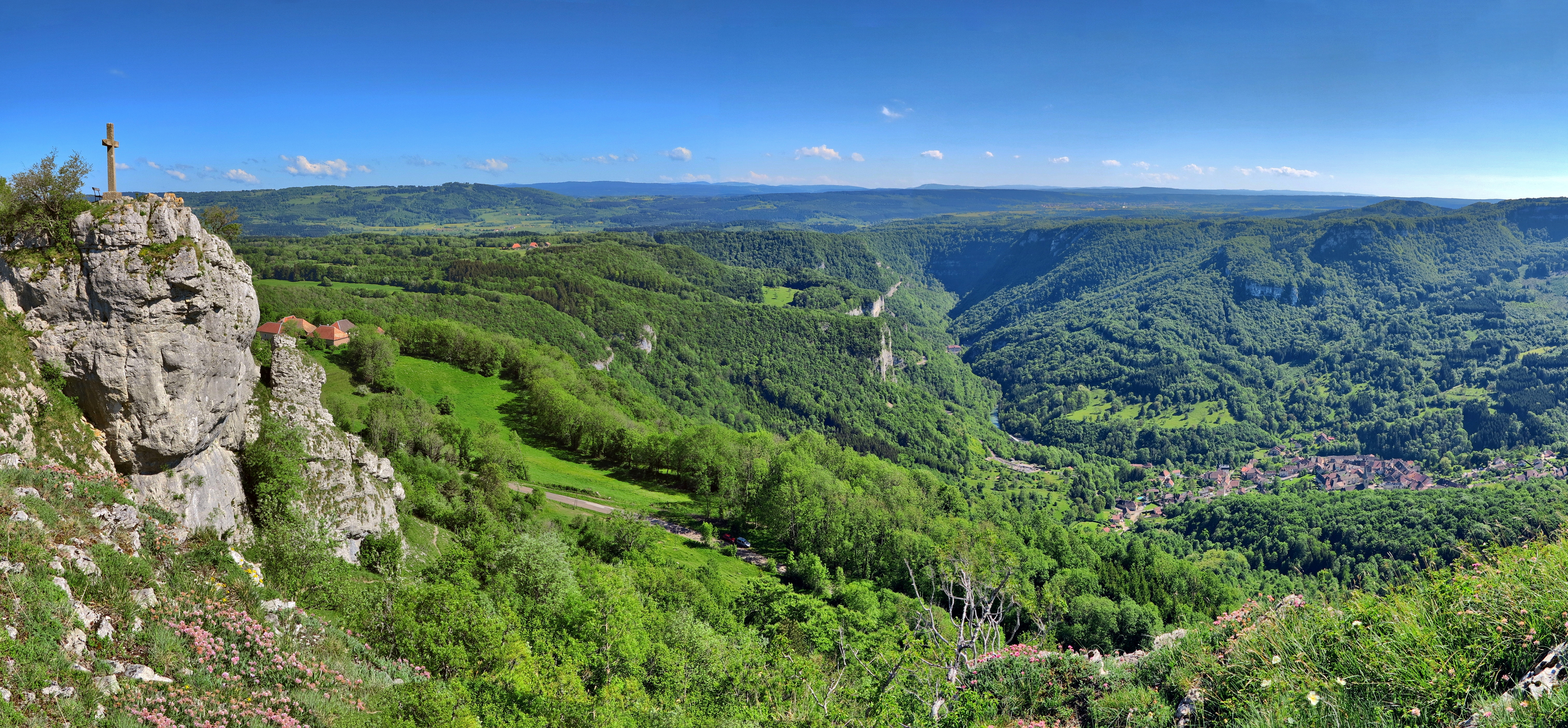
Panorama depuis le belvédère de la roche.
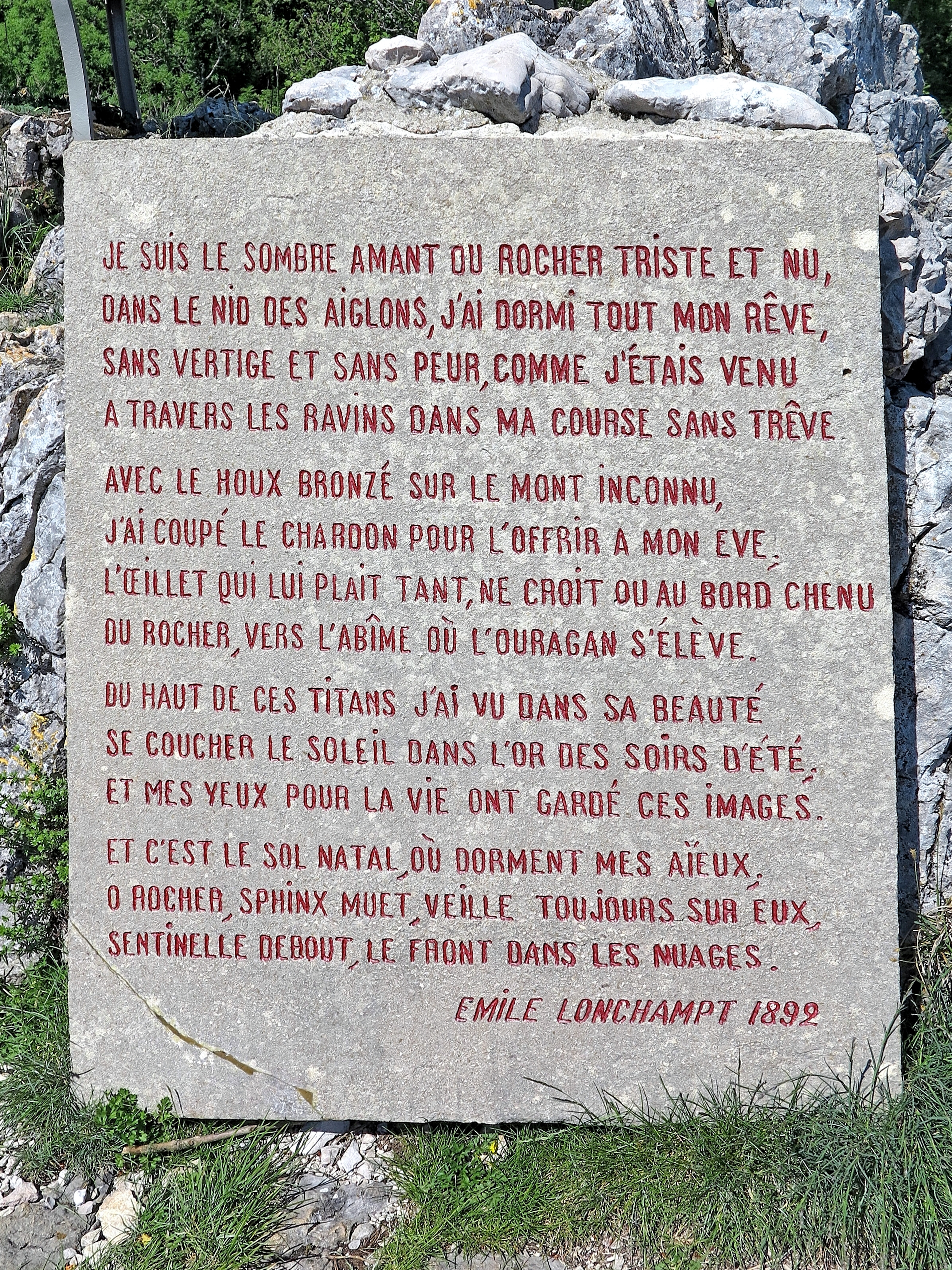
Poème d'Émile Lonchampt gravé au pied de la croix du belvédère de la Roche.
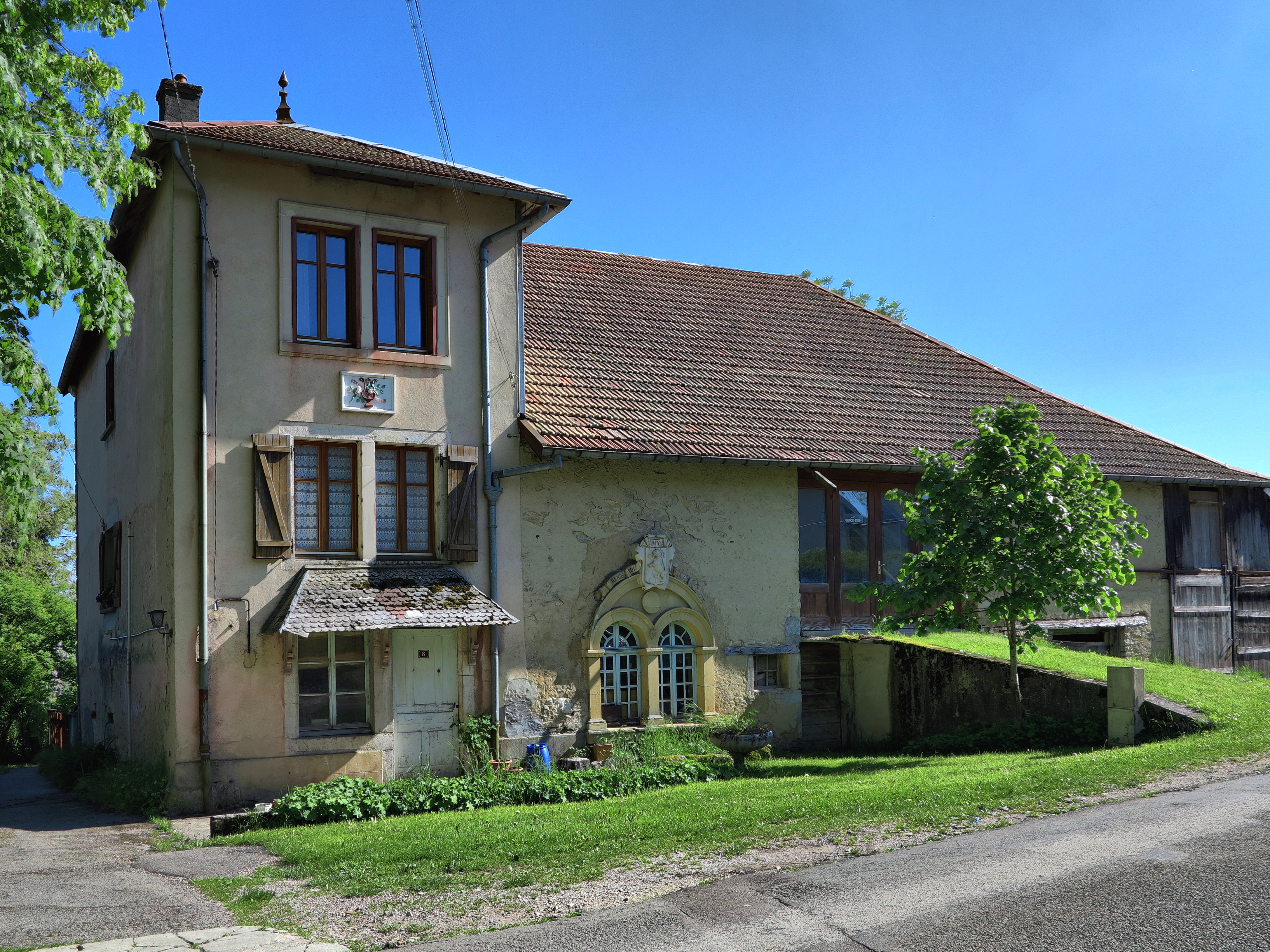
La "ferme des roses".
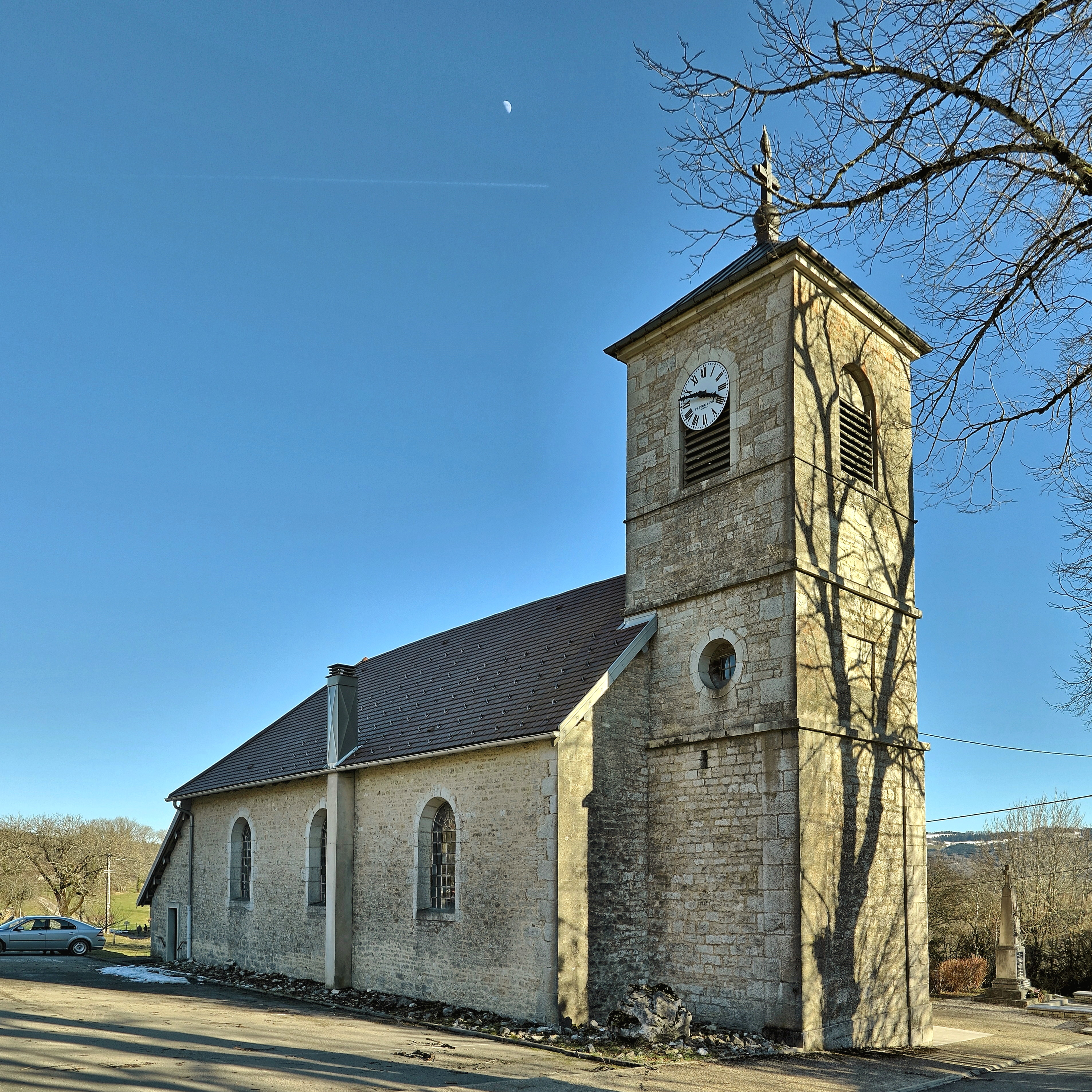
L'église.